# Коржук Ігор Васильович
Ігор Васильович Коржук (8 грудня 1990, Верховина, Івано-Франківська область, УРСР) — український футболіст, який грає на позиціях нападника і півзахисника. Відомий за виступами у низці українських клубів першої та другої ліг.  

## Футбольна кар'єра
Ігор Коржук народився у селищі Верховина, та розпочав займатися футболом у ВПУ-21 в Івано-Франківську, пізніше продовжив удосконалення спортивної майстерності в ДЮСШ-15 у Києві. У професійному футболі Коржук дебютував 9 травня 2008 року у складі команди першої ліги «Прикарпаття» з Івано-Франківська у грі проти МФК «Миколаїв». У складі прикарпатської команди Ігор Коржук грав до кінця 2010 року, зігравши у складі команди 25 матчів у чемпіонаті України. На початку 2011 року він став гравцем команди другої ліги «Динамо» з Хмельницького, за яку зіграв 5 матчів у другій половині сезону 2010—2011 років. Протягом 2011—2012 років футболіст грав за аматорські команди «Карпати» (Кути) та «Гуцульщина» (Косів). У другій половині 2012 року Коржук став гравцем команди другої ліги «Жемчужина» з Ялти, за яку зіграв 4 матчі першості. На початку 2013 року футболіст повернувся до складу «Гуцульщини».
На початку 2014 року Ігор Коржук стає гравцем аматорської команди «Покуття-Євромодуль» зі Снятина, а в другій половині року грає за колишню професійну команду «Нафтовик» з Долини. У 2015—2017 роках футболіст грав за аматорські команди «Черемош» з Верховини, «Арсенал» (Вербовець) та «НФК Бурштин». У серпні 2017 року Ігор Коржук став гравцем команди другої ліги «Тернопіль», щоправда зіграв за неї лише 2 матчі чемпіонату. Надалі Коржук грав за аматорські команди «Кремінь» (Пістинь) та ФК «Косів».